# Novaj
Novaj is een plaats (község) en gemeente in het Hongaarse comitaat Heves. Novaj telt 1470 inwoners (2002).